# Hawker Harrier
El Hawker Harrier fue un avión torpedero biplano experimental británico, construido por Hawker Aircraft según una especificación emitida en la década de 1920 para la Real Fuerza Aérea.

## Diseño y desarrollo
En 1925, el Ministerio del Aire británico estableció especificaciones por un bombardero de gran altitud que reemplazaría al Hawker Horsley y por un torpedero costero (Especificaciones 23/25 y 24/25). Como estas especificaciones eran similares, el Ministerio del Aire anunció que se realizaría un único concurso para estudiar los aviones presentados para ambas especificaciones.
Sydney Camm de Hawker Aircraft diseñó el Harrier para cubrir los requisitos de la Especificación 23/25, y el prototipo (J8325) voló por primera vez en febrero de 1927, el primero de los competidores de las dos especificaciones en volar. El Harrier era un biplano de dos asientos con alas de un solo vano, propulsado por un motor radial Bristol Jupiter VIII con caja reductora. Estaba armado con una ametralladora Vickers de 7,7 mm y una Lewis de 7,7 mm, llevando un máximo de 450 kg de bombas.
El prototipo del Harrier fue probado en el Establecimiento Experimental de Aviones y Armamento (A&AEE) en Martlesham Heath, en noviembre de 1927, donde, si bien cumplía con los requisitos de la Especificación 23/25 y poseía un manejo satisfactorio, el motor con caja reductora demostró tener poca potencia, y tenía una carga de bombas inferior a la del Hawker Horsley, el avión al que debía reemplazar. Por tanto, fue modificado para llevar un torpedo. Sin embargo, al probar el avión modificado, se descubrió que todavía tenía poca potencia, ya que era incapaz de despegar con un torpedo, un artillero y una carga completa de combustible. Por lo tanto, no fue considerado más y el concurso finalmente lo ganó Vickers Vildebeest.
El prototipo fue utilizado por Bristol como bancada de pruebas de motores, volando con los motores Bristol Hydra de 650 kW (870 hp) y Bristol Orion de 369 kW (495 hp). 

## Especificaciones (Harrier, como bombardero)
Referencia datos: Mason, The British Bomber since 1914  

### Características generales
- Tripulación: Dos (piloto y artillero)
- Longitud: 9 m (29,6 ft)
- Envergadura: 14,1 m (46,3 ft)
- Altura: 4,1 m (13,3 ft)
- Superficie alar: 46,2 m² (496,8 ft²)
- Peso vacío: 1487 kg (3277,3 lb)
- Peso cargado: 2566 kg (5655,5 lb)
- Planta motriz: 1× motor radial de 9 cilindros en una fila con caja reductora refrigerado por aire Bristol Jupiter VIII.
  - Potencia: 435 kW (600 HP; 592 CV)
- Hélices: Watts bipala de madera
- Diámetro de la hélice: 3,73 m[4]
- Capacidad de combustible: 870 L[4]

### Rendimiento
- Velocidad máxima operativa (Vno): 217 km/h (135 MPH; 117 kt) a 2000 m (6500 pies)
- Techo de vuelo: 6100 m (20 013 ft)

### Armamento
- Ametralladoras: 

  - 1x Vickers de 7,7 mm fija frontal
  - 1x Lewis de 7,7 mm flexible en anillo Scarff en la cabina trasera
- Bombas: 

  - 4 de 110 kg de propósito general o
  - 8 de 51 kg o
  - 1 torpedo Type VIII de 1290 kg

## Aeronaves relacionadas

### Aeronaves similares
- Blackburn Beagle
- Vickers Vildebeest